# Вильховый, Фёдор Фёдорович
Фёдор Фёдорович Вильховый (укр. Федір Федорович Вільховий; 19 сентября 1913, Устивица — 1992, Полтава) — украинский коммунистический деятель, организатор сельскохозяйственного производства, первый секретарь Карловского райкома Компартии Украины, Полтавская область, Украинская ССР. Герой Социалистического Труда (1971).

## Биография
Родился 19 сентября 1913 года в крестьянской семье в селе Устивица Полтавской губернии. После окончания в 1928 году семилетней школы в родном селе поступил в Великосорочинский педагогический техникум, который окончил в 1931 году. Был учителем начальных классов семилетней школы в селе Устивицы. С 1939—1941 года — учитель начальной школы в селе Ракитное Кременчугского района и директор семилетней школы в селе Матяшовка Великобагачанского района. После начала Великой Отечественной войны эвакуировался вместе с семьёй в Киргизию, где был директором одной из школ в Ошском районе Ошской области до освобождения в 1943 году Полтавской области от немецких оккупантов.
В 1943 году назначен заведующим районным отделом народного образования Великокрынковского района Полтавской области. В 1944 году вступил в ВКП(б).
Окончил Высшую партийную школу при ЦК КПСС и заочное отделение Киевского педагогического института по специальности «история» (1948). С 1948 года — заведующий отделом пропаганды и агитации, второй секретарь Великокрынсковского райкома КПУ. В 1950 году избран первым секретарём Великокрынскоского райкома КПУ и в 1956 году — первым секретарём Решетиловского райкома КПУ.
С 1962 по 1965 года — парторг, начальник Карловского производственного колхозно-совхозного управления Полтавского обкома КПУ. В январе 1965 года избран первым секретарём Карловского райкома КПУ. Принимал активное участие в развитии сельского хозяйства Карловского района. Под его руководством Карловский район достиг значительных показателей по сельскохозяйственному производству в Полтавской области. В 1971 году был удостоен звания Героя Социалистического Труда «за выдающиеся успехи, достигнутые в развитии сельскохозяйственного производства и выполнении пятилетнего плана продажи государству продуктов земледелия и животноводства».
В 1973 году вышел на пенсию. Проживал в Полтаве, где скончался в 1992 году. Похоронен на Аллее героев полтавского Центрального кладбища.

## Награды
- Герой Социалистического Труда — указом Президиума Верховного Совета СССР от 8 апреля 1971 года.
- трижды Орден Ленина.